# Jean de Ścinawa
 (avril 2025).
Si vous disposez d'ouvrages ou d'articles de référence ou si vous connaissez des sites web de qualité traitant du thème abordé ici, merci de compléter l'article en donnant les références utiles à sa vérifiabilité et en les liant à la section « Notes et références ».
Jean de Steainau (Jean de Ścinawa) (en polonais Jan ścinawski), de la dynastie des Piasts, est né entre 1296 et 1300, et est mort entre avril 1361 et mai 1365.

## Titres
Jean est duc de Glagau et de Sagan (1309-1312), duc de Steinau (Steinau-sur-l'Oder- et de Sagan (1312-1317), duc de Posnan (1312-1314). À partir de 1316 ou 1317, il est le duc de Steinau. Il devient vassal de la Bohême en 1329. 

## Biographie
Jean est le quatrième fils d’Henri III de Głogów et de Mathilde de Brunswick. Il est le frère d’Henri IV le Fidèle, de Conrad Ier d’Oleśnica, de Boleslas d'Œls et de Przemko II de Głogów. Lorsque son père décède le 9 décembre 1309, Jean se retrouve sous la protection de son frère Henri et de sa mère qui assure la régence jusqu’en 1312.
Le 29 février 1312, l’héritage de son père est divisé. Conrad et Boleslas obtiennent la partie orientale du duché paternel (avec Steinau-sur-l'Oder, Namslau et Kreuzburg) ainsi que les régions de Calisch et de Gneisenau. Henri, Przemko et Jean reçoivent les régions de Glogau, de Œls, de Sagan et de Grande-Pologne. Leur mère conserve Glogau jusqu’à sa mort. 
La situation des héritiers d’Henri III est précaire. D’un côté, Ladislas le Bref menace de conquérir toute la Grande Pologne. De l’autre côté, les ducs de Legnica (Henri VI le Bon et Boleslas III le Prodigue) revendiquent une partie de l’héritage d’Henri III. 
S’appuyant sur la noblesse locale, Ladislas Ier le Bref s’empare de la plus grande partie de la Grande Pologne en 1314. Les enfants d’Henri III ne conservent qu’un petit territoire situé près de l’Obra. Ils perdront ce territoire en 1332, à l’exception de Fraustadt (qui sera perdu par Henri V de Fer).
Un accord de paix est conclu avec les ducs de Legnica le 8 janvier 1317. En échange de l’arrêt des hostilités, les enfants d’Henri III cèdent la région comprise entre l’Oder et la Wohloau (avec Uraz et Leubus). 
Vers 1316/7, Jean se sépare de ses frères et devient le seul souverain du duché de Ścinawa. N’ayant pas d’enfants, Jean conclut un accord avec Henri IV le fidèle et Przemko II de Glogau, le 29 juillet 1326, en vertu duquel ses deux frères hériteront de son duché après sa mort. À la même époque, pour contrebalancer les mauvaises relations qu’il entretient avec les ducs de Liegnitz, il se rapproche de la Pologne. En 1328, il intervient dans la guerre qui oppose Boleslas III le Prodigue à Henri VI le Bon, pour soutenir ce dernier. 
Le 29 avril 1329, à Breslau, Jean est contraint de rendre un hommage de vassalité à Jean de Luxembourg, s’éloignant ainsi de la Pologne. En contrepartie, le roi de Bohême garantit qu’en cas de décès inopiné d’un des frères, les survivants pourront se partager ses terres. Le 11 janvier 1331, Przemko II meurt empoisonné, sans doute par un de ses vassaux. Son duché est partagé entre Henri IV et Jean de Steinau, la veuve de Przemko conservant temporairement la moitié de Glogau et Bytom Odrzański qui doivent revenir à Henri. Le souverain de Bohême s’oppose à cet arrangement qu’il avait pourtant accepté deux ans auparavant. Il veut prendre le contrôle de cette région stratégique. Il s’empare des territoires de la veuve et rachète à Jean sa part de l’héritage de Przemko. Henri IV ne récupérera jamais la moitié du duché de Glogau à laquelle il a droit. Toutes les possessions de Przemko II sont incorporées au royaume de Bohême.
Profitant de la situation confuse, Ladislas le Bref s’empare du petit territoire situé près de l’Obra, la petite partie de Grande Pologne que les enfants d’Henri III de Glogau avaient réussi à conserver depuis 1314. En représailles, Jean participe à l’attaque de la Bohême contre la Pologne et au siège de Poznań. 
Pour éviter que Jean ne vende le reste de son territoire à la Bohême, Henri IV et Conrad Ier concluent un accord avec lui le 25 juillet 1334, en vertu duquel il ne pourra vendre son territoire sans l’autorisation de ses frères. Malgré cet arrangement, Jean, en butte à des problèmes de trésorerie, essaye de négocier son duché. Le 29 janvier 1336, lors d’un séjour à Prague, Jean propose de vendre son duché en viager à la Bohême. À la suite des protestations énergiques de ses frères, il renonce à son projet. Cependant, Henri et Conrad ne peuvent empêcher Jean de vendre la région de Lubin à Boleslas III le Prodigue. Pour empêcher Jean de dilapider l’héritage paternel, Henri et Conrad rachètent son duché le 27 août 1337 et le lui laissent en usufruit. Cet accord est ratifié par le roi de Bohême. Malgré tout, Jean continuera à vendre des petits morceaux de son duché. 
En 1343, Jean soutient militairement son neveu Henri V de Fer qui est en guerre contre Casimir III le Grand. En représailles, l’armée polonaise envahit son duché et incendie la ville de Steinau-sur-l'Oder.

## Décès et succession
On ignore la date exacte de la mort de Jean de Steinau. Son décès a eu lieu entre avril 1361 et mai 1365. Il a été inhumé au monastère de Leubus. Son frère Conrad et son neveu Henri V de Fer se sont partagé ce qui restait du duché de Steinau.